# J. W. T. Youngs
John William Theodore „Ted“ Youngs (* 21. August 1910 in Bilaspur, Indien; † 20. Juli 1970 in Santa Cruz, Kalifornien) war ein US-amerikanischer Mathematiker.

## Leben
Youngs war der Sohn eines Missionars. Er besuchte das Wheaton College und die Ohio State University, wo er 1934 promoviert wurde und Schüler von Tibor Radó war. Danach lehrte er 18 Jahre an der Indiana University, wovon er acht Jahre lang der mathematischen Fakultät vorstand. Ab 1964 war er Professor an der University of California, Santa Cruz, wo er die Mathematik-Fakultät mit aufbaute und Vorstand des Akademischen Senats der Universität war.
Youngs arbeitete in geometrischer Topologie, zum Beispiel Fragen der Frechet-Äquivalenz von topologischen Abbildungen in der Flächendefinition. Bekannt ist er für den Satz von Ringel-Youngs (auch: Heawood-Vermutung), dem Pendant des Vier-Farben-Satzes für Flächen höheren Geschlechts, den er 1968 zusammen mit Gerhard Ringel bewies.
Youngs war Berater bei den Sandia National Laboratories, der Rand Corporation und beim Institute for Defense Analyses sowie Trustee des Carver Research Foundation Institute in Tuskegee. Er war Guggenheim Fellow. An der Universität von Santa Cruz ist ein Mathematik-Preis für Studenten nach ihm benannt.